# Seo Eunkwang
Đây là một tên người Triều Tiên, họ là Seo.
Seo Eun-kwang (Hangul: 서은광, Hanja: 徐恩光, Hán-Việt: Từ Ân Quang, sinh ngày 22 tháng 11 năm 1990) là một ca sĩ, diễn viên người Hàn Quốc, trưởng nhóm và là giọng ca chính của nhóm nhạc nam Hàn Quốc BTOB do Cube Entertainment thành lập và quản lý.

## Tiểu sử
Eunkwang được sinh vào ngày 22 tháng 11, năm 1990, tại Seoul-do, Hàn Quốc. Anh tốt nghiệp từ Đại học Dongshin, chuyên ngành Âm nhạc Thực tế. Eunkwang có một người em trai tên là Seo Eun-chong.

## Sự nghiệp

### BtoB
Eunkwang đã ra mắt như người dẫn đầu và là người hát chính của nhóm nhạc nam BTOB thuộc công ty giải trí Cube Entertainment vào ngày 22 tháng, 2012, với đĩa đơn quảng bá "Insane". Nhóm này hiện đang hoạt động với bảy mini album và một album phòng thu. Eunkwang cũng đóng góp viết lời trong mini album thứ tư của họ, Beep Beep với bài hát "Melody" dành tặng đến những người hâm mộ của họ.

### Hoạt động một mình
Vào năm 2012, Eunkwang đã phát hành một digital single cùng với ca sĩ Yoo Sung-eun mang tên "Love Virus". Một video âm nhạc đã được tải lên kênh YouTube chính thức của BTOB, gồm có cả 4minute's Nam Jihyun và ca sĩ Noh Ji-hoon.
Trong năm 2013, Eunkwang tham gia vào vở nhạc kịch "Monte Cristo" với vai "Albert". Anh ấy đã nhận được nhiều phản hồi tốt sau buổi biểu diễn. Eunkwang cũng đã tham gia diễn xuất trong vở nhạc kịch "Bachelor's Vegetable Store" với vai Chu Jin-yeok. 
Vào năm 2014, anh trở thành một diễn viên cố định trên chương trình hài kịch SNL Korea 5 của đài truyền hình cáp tvN.  Eunkwang cũng đã phát hành bài hát "Back In The Day" như một phần của "Cube Voice Project Part 2".
Trong 2015, Eunkwang đã hát nhạc phim với tựa đề "I Miss You" cho bộ phim truyền hình Mask cùng với ca sĩ Miyu. Anh cũng tham gia bảng điều khiển phòng thu trong chương trình giải trí của MBC, và chương trình hôn nhân ảo, We Got Married.
Tháng 6 năm 2020, Eunkwang ra mắt mini album solo đầu tiên có tên FoRest: Entrance gồm 7 bài hát với ca khúc chủ đề No One Knows (아무도 모른다).

## Sản phẩm âm nhạc

### Đĩa đơn
| Năm  | Tựa đề            | Album                     |
| ---- | ----------------- | ------------------------- |
| 2014 | "Back In The Day" | Cube Voice Project Part 2 |

### Hợp tác
| Năm  | Tựa đề     | Nghệ sĩ Khác | Album          |
| ---- | ---------- | ------------ | -------------- |
| 2012 | Love Virus | Yoo Sung-eun |                |
| 2015 | I Miss You | Miyu         | Nhạc phim Mask |

2017
Solo Piece of BTOB: Oneday

### Solo Album
| Năm  | Tựa đề           | Bài hát         |
| ---- | ---------------- | --------------- |
| 2020 | FoRest: Entrance | Drawer          |
| 2020 | FoRest: Entrance | No One Knows    |
| 2020 | FoRest: Entrance | Have A Nice Day |
| 2020 | FoRest: Entrance | Walk            |
| 2020 | FoRest: Entrance | Four Seasons    |
| 2020 | FoRest: Entrance | Love Again      |
| 2020 | FoRest: Entrance | Blue Bird       |

## Truyền hình

### Chương trình giải trí
| Năm                                 | Tựa đề                        | Kênh                                      | Ghi chú                                               |
| ----------------------------------- | ----------------------------- | ----------------------------------------- | ----------------------------------------------------- |
| 2012                                | Tôi sống ở Cheongdam-dong     | JTBC                                      | Trước khi ra mắt                                      |
| 2013-2015                           | Let's Go! Dream Team Season 2 | KBS World                                 | Tập 146, 159, 202                                     |
| 2014-2015                           | Weekly Idol                   | MBC Every 1                               | MC khách mời tập 163, 172, và 184. Khách mời tập 183. |
| 2014                                | After School Club             | Arirang                                   | Tập 86                                                |
| 2014                                | SNL Korea 5                   | tvN                                       | Thành viên cố định                                    |
| 2015                                | Chúng ta đã kết hôn           | MBC                                       | Tham luận viên trường quay                            |
| 2015                                | Cuộc thi hát Quốc gia         | KBS                                       | Thí sinh                                              |
| Năm 2016                            |                               |                                           |                                                       |
| Cuộc thi hát Thần tượng và Gia đình | KBS                           | Thí sinh                                  |                                                       |
| Enter-K                             | YTN                           | Chủ nhân                                  |                                                       |
| Same Bed Different Dreams           | SBS                           | Khách mời cùng với Minhyuk và CLC's Yujin |                                                       |

### Nhạc kịch
| Năm  | Tựa đề                        | Vai           | Ghi chú. |
| ---- | ----------------------------- | ------------- | -------- |
| 2013 | Monte Cristo                  | Albert        |          |
| 2013 | Cửa hàng rau quả của Bachelor | Chul Jin-yeok |          |